# La pupa e il secchione (quarta edizione)
La quarta edizione del reality show La pupa e il secchione (dal titolo La pupa e il secchione e viceversa) è andata in onda ogni giovedì in prima serata su Italia 1 dal 21 gennaio al 25 febbraio 2021 per sei puntate con la conduzione di Andrea Pucci e con la partecipazione di Francesca Cipriani.
L'edizione non si è svolta come l'anno precedente presso la Domus Borghese di Roma ma a La Cucina Sabina Villa & Resort, e ha avuto 18 partecipanti suddivisi in 9 coppie. La sigla di questa edizione è stata la canzone Bam Bam Twist di Achille Lauro.
La coppia vincitrice dell'edizione, composta dalla pupa Miryea Stabile e dal secchione Luca Marini, si è aggiudicata il montepremi di 20000 €.

## Modalità di gioco
Nel corso delle puntate le coppie affrontano varie prove di logica, ingegno, seduzione e agilità. Come prova fissa, in ogni puntata le pupe e pupi affrontano l'interrogatorio del professor Diego Verdegiglio, incentrato su domande di cultura generale e materie di studio. La coppia che al termine di ogni puntata accumula il punteggio maggiore risulta la vincitrice di puntata e passa direttamente alla puntata successiva; la coppia con il punteggio più basso invece partecipa al Bagno di cultura, una sfida di cultura generale contro un'altra coppia ad eliminazione diretta. La seconda coppia che partecipa al Bagno di cultura viene scelta dai giurati di puntata in base al Syntony Test, una prova in cui due coppie devono esporre a voce un tema assegnato; le due coppie che partecipano al Syntony Test vengono scelte dalla coppia vincitrice della puntata.

## Concorrenti
L'età dei concorrenti si riferisce al momento dell'ingresso nella villa.

### Le pupe e i secchioni
| Le Pupe            | Le Pupe | Le Pupe                                        | Le Pupe           | Le Pupe              |
| Nome               | Età     | Professione                                    | Luogo di nascita  | Stato                |
| ------------------ | ------- | ---------------------------------------------- | ----------------- | -------------------- |
| Miryea Stabile     | 22 anni | Ballerina e influencer                         | Brescia           | Vincitrice           |
| Stephanie Bellarte | 19 anni | Modella e indossatrice                         | Bereguardo        | Seconda classificata |
| Linda Taddei       | 20 anni | Seconda classificata Miss Universo Italia 2019 | Jolanda di Savoia | Terza classificata   |
| Jessica Bucci      | 25 anni | Modella                                        | Avezzano          | Eliminata            |
| Laura Antonelli    | 19 anni | Influencer e beauty queen                      | Pomezia           | Eliminata            |
| I Secchioni        |         |                                                |                   |                      |
| Nome               | Età     | Professione                                    | Luogo di nascita  | Stato                |
| Luca Marini        | 20 anni | Ingegnere e ballerino                          | Bologna           | Vincitore            |
| Alessio Guidi      | 20 anni | Studente di Marketing                          | Prato             | Secondo classificato |
| Matteo Pisano      | 24 anni | Ricercatore di fisica                          | Dego              | Terzo classificato   |
| Alberto Bartozzi   | 29 anni | Esperto di logica                              | Senigallia        | Eliminato            |
| Andrea De Santis   | 23 anni | Studioso di storia                             | Castrovillari     | Eliminato            |

### I pupi e le secchione (I Viceversa)
| I Pupi           | I Pupi  | I Pupi                       | I Pupi           | I Pupi    |
| Nome             | Età     | Professione                  | Luogo di nascita | Stato     |
| ---------------- | ------- | ---------------------------- | ---------------- | --------- |
| Gianluca Tornese | 28 anni | Imprenditore                 | Napoli           | Eliminato |
| Manuel Amati     | 25 anni | Panettiere e spogliarellista | Brindisi         | Eliminato |
| Matteo Diamante  | 31 anni | Organizzatore di eventi      | Genova           | Eliminato |
| Mattia Garufi    | 24 anni | Modello e P.R.               | Milano           | Eliminato |
| Le Secchione     |         |                              |                  |           |
| Nome             | Età     | Professione                  | Luogo di nascita | Stato     |
| Giulia Paolella  | 21 anni | Ingegnera civile             | Cassino          | Eliminata |
| Giulia Orazi     | 27 anni | Veterinaria                  | Perugia          | Eliminata |
| Sara Hafdaoui    | 24 anni | Specializzata in medicina    | Udine            | Eliminata |
| Silvia Gandini   | 28 anni | Laureata in Scienze motorie  | Varese           | Eliminata |

## Dettaglio delle puntate

### Prima puntata
- Data: 21 gennaio 2021
- Ospiti: Iva Zanicchi, Francesca Barra, Laura Cremaschi, Aurora Staltieri, Carmelo Abbate.
- Coppie: All'inizio della puntata si sono formate le coppie, determinate dalle pupe che scelgono autonomamente i propri secchioni. Per quanto riguarda i Viceversa spetta invece alle secchione indicare i propri pupi.
- Prove: Sexy Car Wash, Tutti a scuola!, Strip Working, L'interrogatorio, Prova del riconoscimento. Syntony Test, Bagno di cultura.

| Pupa/o    | Secchione/a | Punteggi prove della puntata | Punteggi prove della puntata | Punteggi prove della puntata | Punteggi prove della puntata | Punteggi prove della puntata | Punteggio totale della puntata | Esito                     |
| Pupa/o    | Secchione/a | 1ª                           | 2ª                           | 3ª                           | 4ª                           | 5ª                           | Punteggio totale della puntata | Esito                     |
| --------- | ----------- | ---------------------------- | ---------------------------- | ---------------------------- | ---------------------------- | ---------------------------- | ------------------------------ | ------------------------- |
| Miryea    | Guidi       | 7                            | 8                            | 10                           | 4                            | 7                            | 36                             | Vincitori di puntata      |
| Jessica   | De Santis   | 7                            | 6                            | 9                            | 6                            | 7                            | 35                             | Salvi                     |
| Matteo    | Hafdaoui    | 5                            | 7                            | 8                            | 6                            | 7                            | 33                             | Salvi                     |
| Gianluca  | Orazi       | 7                            | 4                            | 7                            | 7                            | 7                            | 32                             | Salvi                     |
| Stephanie | Bartozzi    | 8                            | 5                            | 7                            | 4                            | 7                            | 31                             | Salvi                     |
| Linda     | Pisano      | 6                            | 6                            | 10                           | 5                            | 7                            | 34                             | Salvi al Syntony Test     |
| Laura     | Marini      | 7                            | 4                            | 10                           | 4                            | 4                            | 29                             | Salvi al Bagno di cultura |
| Mattia    | Gandini     | 7                            | 5                            | 7                            | 7                            | 7                            | 31                             | Eliminati                 |

### Seconda puntata
- Data: 28 gennaio 2021
- Ospiti: Natalia Titova, Diego Dalla Palma, Cristiano Malgioglio, Giulia Salemi, Carmelo Abbate.
- Coppie: Ad inizio puntata ha avuto luogo un rimescolamento delle coppie, in cui le pupe e le secchione hanno potuto cambiare i propri secchione e pupi, o confermare di continuare il programma con quelli della prima puntata.
- Prove: Ballando senza le stelle, Una mente elastica, L'interrogatorio, Il coraggio di riconoscerti, Lo spot del profumo. Syntony Test, Bagno di cultura.

| Pupa/o    | Secchione/a | Punteggi prove della puntata | Punteggi prove della puntata | Punteggi prove della puntata | Punteggi prove della puntata | Punteggi prove della puntata | Punteggio totale della puntata | Esito                     |
| Pupa/o    | Secchione/a | 1ª                           | 2ª                           | 3ª                           | 4ª                           | 5ª                           | Punteggio totale della puntata | Esito                     |
| --------- | ----------- | ---------------------------- | ---------------------------- | ---------------------------- | ---------------------------- | ---------------------------- | ------------------------------ | ------------------------- |
| Stephanie | Guidi       | 10                           | 9                            | 8                            | 7                            | 7                            | 41                             | Vincitori di puntata      |
| Matteo    | Hafdaoui    | 6                            | 8                            | 9                            | 7                            | 5                            | 35                             | Salvi                     |
| Linda     | Pisano      | 9                            | 7                            | 5                            | 7                            | 7                            | 35                             | Salvi                     |
| Gianluca  | Orazi       | 7                            | 7                            | 5                            | 7                            | 4                            | 30                             | Salvi                     |
| Miryea    | Marini      | 10                           | 4                            | 6                            | 7                            | 9                            | 36                             | Salvi al Syntony Test     |
| Jessica   | De Santis   | 6                            | 7                            | 7                            | 7                            | 6                            | 36                             | Salvi al Bagno di cultura |
| Laura     | Bartozzi    | 6                            | 3                            | 7                            | 7                            | 6                            | 29                             | Eliminati                 |

### Terza puntata
- Data: 4 febbraio 2021
- Ospiti: Roberto Giacobbo, Enzo Salvi, Jo Squillo, Cristiano Malgioglio, Francesca Barra.
- Coppie: In seguito al mescolamento delle coppie avvenuto all'inizio della terza puntata, in cui i secchioni hanno potuto cambiare la propria pupa, ed è entrata in gioco una nuova coppia.
- Prove: Pupa la notizia, Il salto nel vuoto, L'interrogatorio, Secchioni Fashion Week, Prova del riconoscimento lato B. Syntony Test, Bagno di cultura.

| Pupa/o    | Secchione/a | Punteggi prove della puntata | Punteggi prove della puntata | Punteggi prove della puntata | Punteggi prove della puntata | Punteggi prove della puntata | Punteggio totale della puntata | Esito                     |
| Pupa/o    | Secchione/a | 1ª                           | 2ª                           | 3ª                           | 4ª                           | 5ª                           | Punteggio totale della puntata | Esito                     |
| --------- | ----------- | ---------------------------- | ---------------------------- | ---------------------------- | ---------------------------- | ---------------------------- | ------------------------------ | ------------------------- |
| Stephanie | Marini      | 6                            | 10                           | 7                            | 10                           | 4                            | 37                             | Vincitori di puntata      |
| Miryea    | Guidi       | 5                            | 8                            | 7                            | 8                            | 4                            | 32                             | Salvi                     |
| Linda     | Pisano      | 6                            | 6                            | 6                            | 7                            | 4                            | 29                             | Salvi                     |
| Gianluca  | Orazi       | 7                            | 9                            | 4                            | 8                            | 7                            | 33                             | Salvi al Syntony Test     |
| Jessica   | De Santis   | 6                            | 7                            | 5                            | 6                            | 4                            | 28                             | Salvi al Bagno di cultura |
| Matteo    | Hafdaoui    | 7                            | 5                            | 6                            | 5                            | 7                            | 30                             | Eliminati                 |
| Manuel    | Paolella    | Nuova coppia, non in gara    | Nuova coppia, non in gara    | Nuova coppia, non in gara    | Nuova coppia, non in gara    | Nuova coppia, non in gara    | Nuova coppia, non in gara      | Immuni                    |

### Quarta puntata
- Data: 11 febbraio 2021
- Ospiti:  Vladimir Luxuria, Mark the Hammer, Diego Dalla Palma, Francesca Barra.
- Coppie: Stephanie decide di tentare la fortuna nel pescare in un forziere il cuore rosso, per poi ritornare in coppia con Guidi, e Miryea ritorna in coppia con Marini, mentre il resto delle coppie rimangono come erano prima.
- Prove: Nei panni degli altri, Vota il mio partito, L'interrogatorio, Reggaeton, Prova del riconoscimento coccoloso. Syntony Test, Bagno di cultura.

| Pupa/o    | Secchione/a | Punteggi prove della puntata | Punteggi prove della puntata | Punteggi prove della puntata | Punteggi prove della puntata | Punteggi prove della puntata | Punteggio totale della puntata | Esito                     |
| Pupa/o    | Secchione/a | 1ª                           | 2ª                           | 3ª                           | 4ª                           | 5ª                           | Punteggio totale della puntata | Esito                     |
| --------- | ----------- | ---------------------------- | ---------------------------- | ---------------------------- | ---------------------------- | ---------------------------- | ------------------------------ | ------------------------- |
| Linda     | Pisano      | 7                            | 7                            | 7                            | 8                            | 7                            | 36                             | Vincitori di puntata      |
| Stephanie | Guidi       | 9                            | 6                            | 6                            | 6                            | 4                            | 31                             | Salvi                     |
| Gianluca  | Orazi       | 10                           | 5                            | 6                            | 6                            | 4                            | 31                             | Salvi                     |
| Miryea    | Marini      | 6                            | 6                            | 3                            | 11                           | 4                            | 30                             | Salvi al Syntony Test     |
| Manuel    | Paolella    | 8                            | 8                            | 7                            | 8                            | 4                            | 35                             | Salvi al Bagno di Cultura |
| Jessica   | De Santis   | 5                            | 4                            | 7                            | 7                            | 7                            | 30                             | Eliminati                 |

### Quinta puntata -Semifinale
- Data: 18 febbraio 2021
- Ospiti: Ambra Lombardo, Aurora Staltieri, Francesca Brambilla, Giorgio Mastrota, Cristiano Malgioglio, Francesca Barra.
- Coppie: Le coppie della quinta puntata rimangono le stesse della puntata precedente.
- Prove: Prova culturale, Prova di ballo: pupi e secchioni tacco 12, L’interrogatorio, Prova della televendita, Prova del riconoscimento olfattivo. Syntony Test, Bagno di cultura.

| Pupa/o    | Secchione/a | Punteggi prove della puntata | Punteggi prove della puntata | Punteggi prove della puntata | Punteggi prove della puntata | Punteggi prove della puntata | Punteggio totale della puntata | Esito                     |
| Pupa/o    | Secchione/a | 1ª                           | 2ª                           | 3ª                           | 4ª                           | 5ª                           | Punteggio totale della puntata | Esito                     |
| --------- | ----------- | ---------------------------- | ---------------------------- | ---------------------------- | ---------------------------- | ---------------------------- | ------------------------------ | ------------------------- |
| Miryea    | Marini      | 7                            | 10                           | 6                            | 10                           | 4                            | 37                             | Vincitori di puntata      |
| Stephanie | Guidi       | 8                            | 8                            | 6                            | 8                            | 7                            | 37                             | Vincitori di puntata      |
| Gianluca  | Orazi       | 8                            | 8                            | 6                            | 9                            | 4                            | 35                             | Salvi al Syntony Test     |
| Linda     | Pisano      | 7                            | 5                            | 6                            | 6                            | 7                            | 31                             | Salvi al Bagno di Cultura |
| Manuel    | Paolella    | 5                            | 7                            | 6                            | 7                            | 7                            | 32                             | Eliminati                 |

### Sesta puntata -Finale
- Data: 25 febbraio 2021
- Ospiti: Antonio Zequila, Claudia Ruggeri, Carmen Di Pietro, Francesca Barra, Cristiano Malgioglio.
- Coppie: Le coppie della sesta puntata rimangono le stesse della puntata precedente. La coppia vincitrice delle prove di puntata accede direttamente al Bagno di cultura finale senza svolgere le prove della cerimonia di eliminazione (Su di noi e Syntony Test)
- Prove: Rimbalzi e bollicine, L'interrogatorio, Prova di Cinema e Seduzione, Prova Bacio, Nudi alla meta. Su di noi, Syntony Test, Bagno di cultura.

| Pupa/o    | Secchione/a | Punteggi prove della puntata | Punteggi prove della puntata | Punteggi prove della puntata | Punteggi prove della puntata | Punteggi prove della puntata | Punteggio totale della puntata | Punteggio prova Su di noi | Punteggio finale | Esito                 |
| Pupa/o    | Secchione/a | 1ª                           | 2ª                           | 3ª                           | 4ª                           | 5ª                           | Punteggio totale della puntata | Punteggio prova Su di noi | Punteggio finale | Esito                 |
| --------- | ----------- | ---------------------------- | ---------------------------- | ---------------------------- | ---------------------------- | ---------------------------- | ------------------------------ | ------------------------- | ---------------- | --------------------- |
| Miryea    | Marini      | 5                            | 7                            | 11                           | 9                            | 9                            | 41                             |                           |                  | Vincitori             |
| Stephanie | Guidi       | 10                           | 3                            | 5                            | 7                            | 8                            | 33                             | 20                        | 53               | Secondi classificati  |
| Linda     | Pisano      | 8                            | 9                            | 7                            | 10                           | 6                            | 40                             | 10                        | 50               | Terzi classificati    |
| Gianluca  | Orazi       | 7                            | 5                            | 6                            | 5                            | 7                            | 30                             | 10                        | 40               | Eliminati alla finale |

## Ascolti
| Puntata    | Messa in onda    | Telespettatori | Share |
| ---------- | ---------------- | -------------- | ----- |
| 1          | 21 gennaio 2021  | 1 790 000      | 9,65% |
| 2          | 28 gennaio 2021  | 1 594 000      | 8,21% |
| 3          | 4 febbraio 2021  | 1 538 000      | 7,78% |
| 4          | 11 febbraio 2021 | 1 463 000      | 7,53% |
| Semifinale | 18 febbraio 2021 | 1 436 000      | 7,51% |
| Finale     | 25 febbraio 2021 | 1 379 000      | 7,41% |
| Media      | Media            | 1 533 000      | 8,01% |